# Shinhidaka
Shinhidaka (新ひだか町, Shinhidaka-chō) est un bourg du district de Hidaka, situé dans la sous-préfecture de Hidaka, sur l'île de Hokkaidō, au Japon.

## Géographie

### Démographie
Au 31 mars 2015, la population de Shinhidaka s'élevait à 23 999 habitants répartis sur une superficie de 1 147,55 km2.

### Climat
| Mois                                             | jan.       | fév.       | mars       | avril      | mai       | juin      | jui.      | août    | sep.      | oct.      | nov.       | déc.       | année      |
| ------------------------------------------------ | ---------- | ---------- | ---------- | ---------- | --------- | --------- | --------- | ------- | --------- | --------- | ---------- | ---------- | ---------- |
| Température minimale moyenne (°C)                | −11,3      | −11,2      | −6,1       | −1,8       | 3,7       | 9,4       | 14,8      | 16      | 11        | 3,5       | −1,7       | −7,5       | 1,8        |
| Température moyenne (°C)                         | −4,6       | −4,2       | −0,2       | 4,7        | 10        | 14,2      | 18,4      | 20      | 16,6      | 10,1      | 4,2        | −1,8       | 7,3        |
| Température maximale moyenne (°C)                | 0,4        | 0,8        | 4,5        | 10,3       | 15,4      | 18,8      | 22,4      | 24,3    | 22        | 16,3      | 9,5        | 2,9        | 12,3       |
| Record de froid (°C) date du record              | −24,1 1986 | −25,9 1978 | −23,6 1986 | −11,6 2004 | −5,9 2001 | −0,4 1998 | 5,4 2015  | 5 1993  | −0,8 1980 | −5,7 2006 | −12,5 2016 | −20,8 2005 | −25,9 1978 |
| Record de chaleur (°C) date du record            | 10,7 1980  | 10,5 1990  | 17,3 2018  | 22,6 2018  | 25,8 2019 | 28,4 2003 | 32,1 2021 | 32 2021 | 31,2 2012 | 23,3 2010 | 19,9 2004  | 14 1990    | 32,1 2021  |
| Ensoleillement (h)                               | 145,6      | 155,3      | 185,5      | 188,6      | 193,8     | 161,9     | 126,9     | 143,9   | 165,7     | 171,6     | 126,3      | 120,9      | 1 886,7    |
| Précipitations (mm)                              | 38,4       | 35,7       | 62,7       | 98,7       | 146,3     | 105,5     | 158,7     | 182,4   | 152,3     | 127,2     | 94,2       | 59,6       | 1 258,4    |
| Nombre de jours avec précipitations              | 7,4        | 7,2        | 8,1        | 10,8       | 11        | 9         | 11,3      | 11,5    | 11,3      | 11,9      | 12,6       | 11,1       | 123,3      |
| dont nombre de jours avec précipitations ≥ 10 mm | 0,9        | 0,9        | 1,9        | 3,3        | 4,4       | 3,1       | 4,8       | 5,4     | 5,1       | 3,9       | 3,1        | 1,7        | 38,4       |

| Diagramme climatique                                  |              |             |              |              |              |               |             |           |              |             |             |
| J                                                     | F            | M           | A            | M            | J            | J             | A           | S         | O            | N           | D           |
| 0,4−11,338,4                                          | 0,8−11,235,7 | 4,5−6,162,7 | 10,3−1,898,7 | 15,43,7146,3 | 18,89,4105,5 | 22,414,8158,7 | 24,316182,4 | 2211152,3 | 16,33,5127,2 | 9,5−1,794,2 | 2,9−7,559,6 |
| Moyennes : • Temp. maxi et mini °C • Précipitation mm |              |             |              |              |              |               |             |           |              |             |             |

## Histoire
La création de Shinhidaka date de 2006 à la suite de la fusion des anciens bourgs de Mitsuishi et Shizunai.

## Jumelage
- Lexington (États-Unis)